# 집합관계
신장의 집합관계(collecting duct system)는 네프론을 작은콩팥잔(minor calyx, 소신배, 작은콩팥술잔)이나 콩팥깔때기에 직접 물리적으로 연결하는 일련의 세관(tubule)과 관(duct)으로 구성된다. 집합관은 재흡수(reabsorption)와 배설을 통해 전해질과 체액 평형(fluid balance)에 참여하며, 이 과정은 알도스테론과 바소프레신(항이뇨 호르몬) 호르몬에 의해 조절된다.
집합관 시스템에는 연결 세관(connecting tubule), 피질 집합관, 수질 집합관을 포함한 여러 구성 요소가 있다.

## 구조

### 세포
집합관 시스템의 각 구성 요소에는 두 가지 세포 유형, 즉 사이 세포(intercalated cell, 개재세포)와 부위별 세포 유형이 포함된다.
- 세관(tubule)의 경우 이 특정 세포 유형은 연결 세관 세포(connecting tubule cell)이다.
- 집합관의 경우 으뜸 세포(principal cell, 주세포)이다. 내측 수질 집합관에는 내측 수질 집합관 세포(inner medullary collecting duct cell)라고 하는 추가 세포 유형이 있다.

#### 으뜸 세포
으뜸 세포(principal cell, 주세포)

#### 사이 세포
사이 세포(intercalated cell, 개재세포)

## 같이 보기
- 사구체 여과율

## 참고 문헌
이 문서는 현재 퍼블릭 도메인에 속하는 그레이 해부학 제20판(1918) page 1223의 내용을 기초로 작성된 글이 포함되어 있습니다.